# Kongói DK labdarúgó-szövetség
A Kongói DK labdarúgó-szövetség (franciául: Fédération Congolaise de Football-Association, rövidítve: FECOFA) a Kongói Demokratikus Köztársaság nemzeti labdarúgó-szövetsége. A szervezetet 1919-ben alapították, 1962-ben csatlakozott a Nemzetközi Labdarúgó-szövetséghez, 1963-ban pedig az Afrikai Labdarúgó-szövetséghez. A szövetség szervezi a Kongói DK labdarúgó-bajnokságot. Működteti a férfi valamint a női labdarúgó-válogatottat. 2021 szeptemberében a Pénzügyi Főfelügyelőség azt állítja, hogy meghiúsította a közpénzek eltulajdonítására irányuló kísérletet. A Fécofa, a Kongói Labdarúgó Szövetség kénytelen volt visszaadni közel egymillió, csalással megszerzett amerikai dollárt. Ezt az összeget kezdetben egy sportesemény megszervezésére fordították.